# 伊普勒维尔-比维尔
伊普勒维尔-比维尔（法語：Ypreville-Biville，法語發音：[ipʁəvil bivil]）是法国滨海塞纳省的一个市镇，属于勒阿弗尔区。该市镇于1825年由原市镇伊普勒维尔（Ypreville）和比维尔（Biville）合并而成。

## 地理
伊普勒维尔-比维尔（49°41'38"N, 0°32'0"E）面积10.2 平方千米，位于法国诺曼底大区滨海塞纳省，该省份为法国北部沿海省份，其西部及北部濒大西洋英吉利海峡，东起顺时针与索姆省、瓦兹省、厄尔省和卡爾瓦多斯省接壤。
与伊普勒维尔-比维尔接壤的市镇（或旧市镇、城区）包括：阿唐维尔、兰皮维尔、里维尔、蒂耶特勒维尔、托克维尔莱米尔、特雷莫维尔、泰尔德科。
伊普勒维尔-比维尔的时区为UTC+01:00、UTC+02:00（夏令时）。

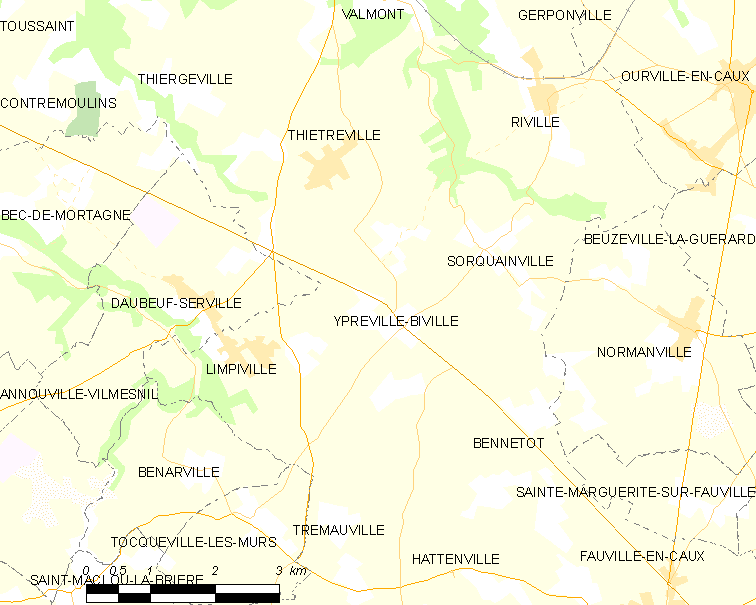
伊普勒维尔-比维尔的OSM定位图

## 行政
伊普勒维尔-比维尔的邮政编码为76540，INSEE市镇编码为76755。

## 政治
伊普勒维尔-比维尔所属的省级选区为费康县。

## 人口

1962-2008年间伊普勒维尔-比维尔人口变化图示

伊普勒维尔-比维尔于2022年1月1日时的人口数量为544人。